# Новомиколаївська сільська рада (Новгородківський район)
| Новомиколаївська сільська рада — колишній орган місцевого самоврядування у Новгородківському районі Кіровоградської області з адміністративним центром у с. Новомиколаївка. Сільській раді підпорядковані населені пункти: - с. Новомиколаївка - с. Спільне |

## Склад ради
Рада складається з 12 депутатів та голови.

### Керівний склад ради
| ПІБ                           | Основні відомості                                                 | Дата обрання | Дата звільнення |
| ----------------------------- | ----------------------------------------------------------------- | ------------ | --------------- |
| Мельніченко Тетяна Вікторівна | Сільський голова, 1976 року народження, освіта, позапартійна      | 26.03.2006   | 31.10.2010      |
| Орел Володимир Геогійович     | Сільський голова, 1973 року народження, освіта вища, безпартійний | 31.10.2010   |                 |

Примітка: таблиця складена за даними джерела

## Населення
Згідно з переписом УРСР 1989 року чисельність наявного населення села становила 449 осіб, з яких 203 чоловіки та 246 жінок.
За переписом населення України 2001 року в селі мешкали 434 особи.

### Мова
Розподіл населення за рідною мовою за даними перепису 2001 року:
| Мова       | Відсоток |
| ---------- | -------- |
| українська | 99,77 %  |
| грецька    | 0,23 %   |